# Joiner
Joiner es una ciudad ubicada en el condado de Misisipi en el estado estadounidense de Arkansas. En el Censo de 2010 tenía una población de 576 habitantes y una densidad poblacional de 358,7 personas por km².

## Geografía
Joiner se encuentra ubicada en las coordenadas 35°30′21″N 90°9′0″O / 35.50583, -90.15000. Según la Oficina del Censo de los Estados Unidos, Joiner tiene una superficie total de 1.61 km², de la cual 1.61 km² corresponden a tierra firme y (0%) 0 km² es agua.

## Demografía
Según el censo de 2010, había 576 personas residiendo en Joiner. La densidad de población era de 358,7 hab./km². De los 576 habitantes, Joiner estaba compuesto por el 50.35% blancos, el 47.4% eran afroamericanos, el 0.17% eran amerindios, el 0% eran asiáticos, el 0% eran isleños del Pacífico, el 1.04% eran de otras razas y el 1.04% pertenecían a dos o más razas. Del total de la población el 2.6% eran hispanos o latinos de cualquier raza.